# Chiangus
La chiangus est une race bovine originaire des États-Unis d'Amérique. Le nom est la contraction des races génitrices : chianina et angus.

## Origine
C'est une race récente créée à partir de 1976. Le but recherché était d'utiliser des taureaux de race chianina pour donner de l'ampleur à la race angus déjà performante. Par ailleurs, la viande de chianina, plus maigre, devait influencer le croisement pour offrir au consommateur un produit « allégé ». 
L'association des éleveurs, l'american chiangus association, accepte les animaux des deux races génitrices et les individus croisés. Ceux qui ont reçu l'influence d'une tierce race sont acceptés si cette race représente moins de 6,25 % de leurs ascendants.

## Morphologie
Elle porte une robe unie noire, des nuances brun foncé étant possibles. Il existe une red chiangus obtenue à partir de red angus, de couleur rouge intense. La race est naturellement sans cornes. Elle est de taille moyenne.

## Aptitudes
C'est une race créée exclusivement pour la production de viande. Elle donne des animaux aux carcasses bien conformées et à la viande savoureuse et maigre.
Elle est reconnue pour ses grandes qualités :
- Vêlage aisé et grande vitesse de croissance ;
- Bon rendement en viande de qualité ;
- Les taureaux confèrent leurs qualités à leur progéniture et sont de bons mâles en plein air : ils savent trouver les vaches et sont aptes à couvrir un grand nombre de vaches avec efficacité.